# Lista de datas previstas para eventos apocalípticos

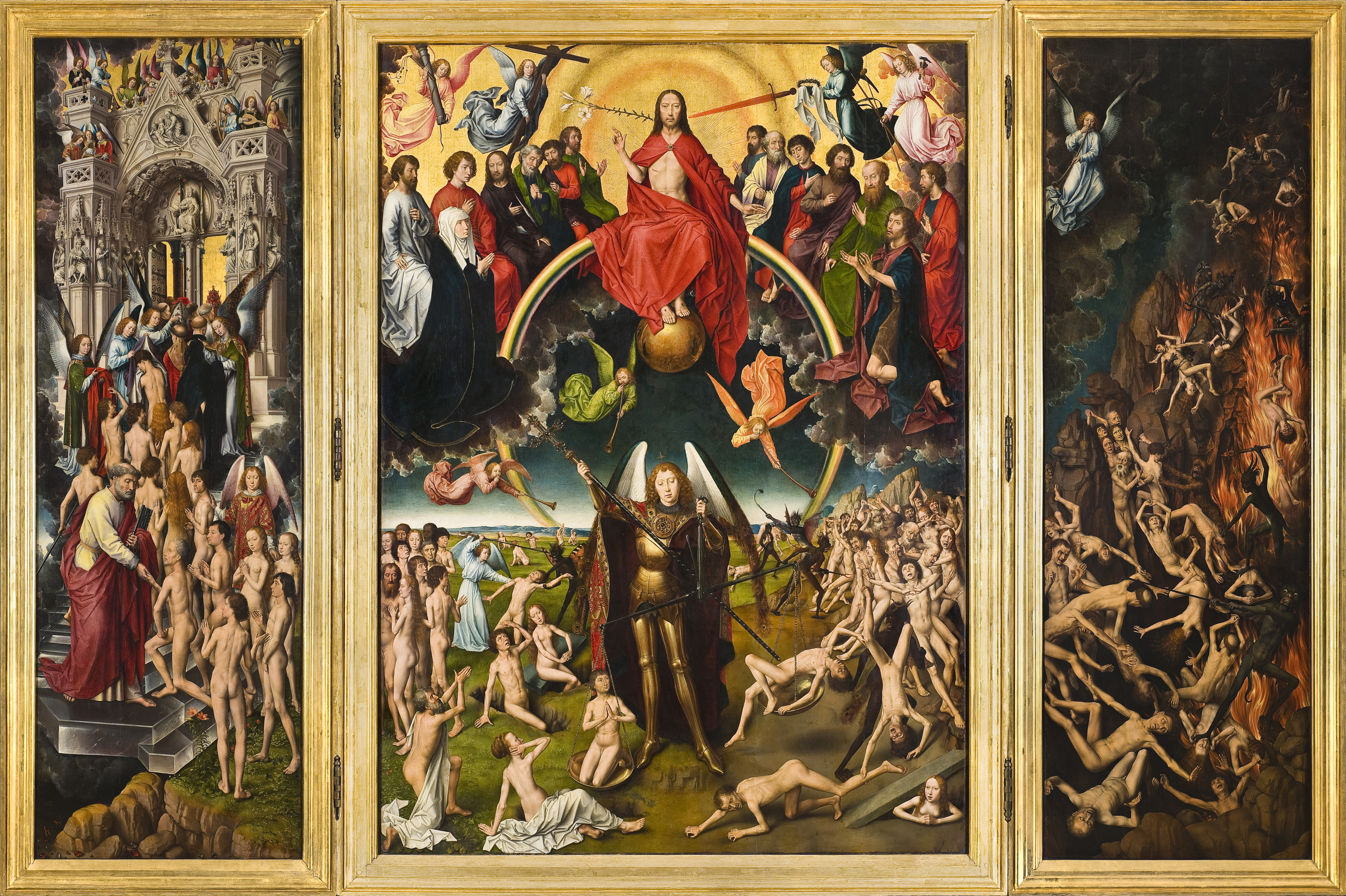
O Juízo Final, retratado pelo pintor Hans Memling. No cristianismo, o Juízo Final é um evento apocalíptico em que Deus decide o destino final de todas as pessoas na Terra.

É uma lista de datas previstas, por indivíduos ou grupos notáveis, para eventos que resultariam na extinção da humanidade, no colapso massivo ou total da civilização, na destruição do planeta ou até do universo inteiro.

## Datas passadas
A maioria das previsões estão relacionadas a religiões abraâmicas, muitas delas referindo-se aos eventos escatológicos descritos em suas escrituras sagradas. Previsões cristãs referem-se comumente a eventos como o Arrebatamento, a Grande Tribulação, o Juízo Final ou a segunda vinda de Cristo.

### Primeiro milênio d.C.
| Data (EC)  | Defensor(es)                                           | Descrição | Ref.          |
| ---------- | ------------------------------------------------------ | --- | ------------- |
| 66–70      | Simão bar Giora, Essênios                              | A seita dos judeus essênios via a revolta judaica contra os romanos entre os anos 66 e 70 como a batalha final do fim dos tempos que traria a chegada do Messias. Pela autoridade de Simão, moedas declarando a redenção de Israel foram cunhadas. | [ 1 ] [ 2 ]   |
| 365        | Hilário de Poitiers                                    | Este bispo francês anunciou que o fim do mundo aconteceria neste ano. | [ 3 ]         |
| 375–400    | Martinho de Tours                                      | Este bispo francês afirmou que o mundo acabaria antes do ano 400, escrevendo "Não há dúvidas de que o Anticristo já nasceu. Já firmemente estabelecido em seus primeiros anos, ele irá, após atingir a maturidade, chegar ao poder supremo."       | [ 4 ] [ 5 ]   |
| 500        | Hipólito de Roma, Sexto Júlio Africano, Ireneu de Lyon | Estes três previram que Jesus retornaria neste ano. Uma das previsões foi baseada na arca de Noé. | [ 6 ] [ 7 ]   |
| 793 Abr 6  | Beato de Liébana                                       | Este monge espanhol profetizou a segunda vinda de Cristo e o fim do mundo para este dia na frente de uma grande multidão. | [ 6 ]         |
| 800        | Sexto Júlio Africano                                   | Após sua previsão para o ano 500 falhar, Sexto Júlio Africano corrigiu a data para o ano 800. | [ 8 ]         |
| 799–806    | Gregório de Tours                                      | Este bispo francês calculou que o fim ocorreria entre os anos de 799 e 806. | [ 9 ]         |
| 848        | Thiota                                                 | Esta profetisa medieval declarou que o mundo acabaria neste ano. Após descobrir-se que suas alegações eram falsas, foi açoitada. | [ 10 ]        |
| 992–995    | Diversos cristãos                                      | A Sexta-Feira Santa coincidiu com a Festa da Anunciação; há muito acreditava-se que este seria o evento que traria o Anticristo e consequentemente o fim dos tempos dentro de três anos.                                                           | [ 11 ]        |
| 1000 Jan 1 | Papa Silvestre II e outros clérigos                    | O apocalipse milenar ao fim do Milênio Cristão. Vários clérigos cristãos previram o fim do mundo para esta data, incluindo o Papa Silvestre II. Revoltas ocorreram pela Europa e peregrinos viajaram para o leste em direção a Jerusalém.          | [ 12 ] [ 13 ] |

### Séculos XI a XV
| Data (EC)  | Defensor(es)        | Descrição | Ref.          |
| ---------- | ------------------- | --- | ------------- |
| 1033       | Diversos cristãos   | Após a previsão do dia 1 de janeiro de 1000, alguns teoristas propuseram que o fim ocorreria 1000 anos após a morte de Jesus, ao invés do seu nascimento. | [ 6 ] [ 14 ]  |
| 1200–1260  | Joaquim de Fiore    | Este místico italiano determinou que o Milênio começaria entre os anos de 1200 e 1260.                                                                    | [ 15 ]        |
| 1284       | Papa Inocêncio III  | O Papa Inocêncio III (m. 1216) previu que o mundo acabaria 666 anos após a ascensão do Islã.                                                              | [ 4 ]         |
| 1290, 1335 | Joaquimitas         | Após sua previsão para o ano de 1260 falhar, os seguidores de Joaquim de Fiore adiaram o fim do mundo para 1290 e depois novamente para 1335.             | [ 16 ]        |
| 1346–1351  | Diversos europeus   | A proliferação da peste negra pela Europa foi interpretada por muitos como um sinal do fim dos tempos.                                                    | [ 17 ] [ 18 ] |
| 1368, 1370 | Joan de Rocatallada | O Anticristo viria em 1366 e o Milênio começaria em 1368 ou 1370.                                                                                         | [ 19 ]        |
| 1378       | Arnaldo de Vilanova | Este joaquimita escreveu que o Anticristo viria neste ano.                                                                                                | [ 20 ]        |

### Século XVI
| Data (EC)   | Defensor(es)         | Descrição | Ref.          |
| ----------- | -------------------- | --- | ------------- |
| 1504        | Sandro Botticelli    | Botticelli acreditava que estava vivendo durante a Tribulação e que o Milênio começaria em três anos e meio a partir de 1500. Escreveu sobre sua pintura A Natividade Mística que o Diabo era frouxo e em breve seria acorrentado.                                     | [ 21 ] [ 22 ] |
| 1524 Fev 1  | Astrólogos londrinos | Um grupo de astrólogos de Londres previu que o mundo acabaria com um dilúvio que começaria em Londres, com base em cálculos feitos no último mês de junho. 20.000 londrinos deixaram suas casas antecipadamente e foram em direção a locais considerados mais seguros. | [ 23 ] [ 24 ] |
| 1524 Fev 20 | Johannes Stöffler    | Um alinhamento planetário em Peixes foi visto por este astrólogo como um sinal do Milênio. | [ 23 ]        |
| 1524–1526   | Thomas Müntzer       | 1525 marcaria o começo do Milênio de acordo com este anabatista. Seus seguidores foram mortos pelo fogo de canhões em uma batalha desigual com tropas do governo. Ele morreu sob tortura e foi decapitado.                                                             | [ 14 ] [ 25 ] |
| 1528 Mai 27 | Hans Hut             | Previu o fim do mundo para este dia. | [ 26 ]        |
| 1528        | Johannes Stöffler    | Data corrigida após sua previsão de 1524 ter falhado. | [ 27 ]        |
| 1533 Out 19 | Michael Stifel       | Este matemático calculou que o Dia do Julgamento começaria às 8h neste dia. | [ 28 ]        |
| 1533        | Melchior Hoffman     | Este profeta anabatista previu que a Segunda Vista de Cristo ocorreria neste ano em Estrasburgo. Afirmou que 144.000 pessoas seriam salvas, enquanto o resto do mundo seria consumido por fogo.                                                                        | [ 29 ]        |
| 1534 Abr 5  | Jan Matthys          | Previu que o Apocalipse aconteceria neste dia e apenas a cidade de Münster seria poupada. | [ 30 ]        |
| 1555        | Pierre d'Ailly       | Por volta do ano 1400, este teólogo francês escreveu que 6845 anos de história humana já teriam passado e que o fim do mundo seria no 7000º ano. | [ 31 ]        |
| 1585        | Miguel Servet        | Em seu livro A Restauração do Cristianismo, este reformista espanhol afirmou que o reinado do Diabo neste mundo teria começado em 325 no Concílio de Niceia e restaria por 1260 anos, acabando assim em 1585.                                                          | [ 32 ]        |
| 1588        | Regiomontanus        | Previu que o mundo acabaria neste ano. | [ 33 ]        |
| 1600        | Martinho Lutero      | Previu que o mundo acabaria no máximo até 1600. | [ 34 ]        |

### Século XVII
| Data (EC)  | Defensor(es)                 | Descrição | Ref.          |
| ---------- | ---------------------------- | --- | ------------- |
| 1624 Fev 1 | Astrólogos londrinos         | Os mesmos astrólogos que previram o dilúvio de 1 de fevereiro de 1524 recalcularam a data para 1 de fevereiro de 1624 após a falha da primeira previsão.                                                  | [ 23 ] [ 24 ] |
| 1648       | Sabbatai Zevi                | Usando a cabala, este rabino de Esmirna, Turquia, proclamou que o Messias viria neste ano. | [ 33 ]        |
| 1651       | Autor desconhecido de Lübeck | Mapas apocalípticos falam de um Anticristo, a ascensão do Islã e outros eventos após o Dia do Julgamento previsto para 1651.                                                                              | [ 35 ] [ 36 ] |
| 1654       | Helisaeus Roeslin            | Este médico previu que o mundo acabaria neste ano com base em uma nova que tinha ocorrido em 1572. | [ 37 ]        |
| 1656       | Cristóvão Colombo            | Em seu Livro de Profecias (1501), Colombo previu que o mundo acabaria neste ano. | [ 38 ] [ 39 ] |
| 1655-1657  | Quintos Monarquistas         | Este grupo de cristãos radicais previu que a batalha apocalíptica final e a destruição do Anticristo ocorreriam entre 1655 e 1657.                                                                        | [ 40 ]        |
| 1658       | Cristóvão Colombo            | Colombo afirmou que o mundo foi criado em 5343 a.C. e duraria 7000 anos. Partindo do pressuposto que não há ano zero, isto significa que o fim aconteceria em 1658.                                       | [ 41 ]        |
| 1660       | Joseph Mede                  | Mede afirmou que o Anticristo apareceria em 456 e o fim aconteceria em 1660. | [ 42 ]        |
| 1666       | Sabbatai Zevi                | Após sua previsão para 1648 falhar, Zevi recalculou o fim da Terra para este ano. | [ 33 ]        |
| 1666       | Quintos Monarquistas         | A presença do 666 nesta data, a morte de 100.000 londrinos para a peste bubônica e o grande incêndio de Londres levaram alguns cristãos a medos supersticiosos de que o fim do mundo ocorreria neste ano. | [ 43 ] [ 44 ] |
| 1673       | William Aspinwall            | Este Quinto Monarquista afirmou que o Milênio começaria a partir deste ano. | [ 45 ]        |
| 1688       | John Napier                  | Este matemático calculou que o fim do mundo aconteceria neste ano com base no Livro do Apocalipse. | [ 46 ]        |
| 1689       | Pierre Jurieu                | Este profeta previu que o Dia do Julgamento aconteceria neste ano. | [ 47 ]        |
| 1694       | John Mason                   | Este sacerdote anglicano previu que o Milênio começaria neste ano. | [ 48 ]        |
| 1694       | Johann Heinrich Alsted       | Previu que o Milênio começaria neste ano. | [ 49 ]        |
| 1694       | Johann Jacob Zimmermann      | Acreditava que Jesus retornaria e que o mundo acabaria neste ano. | [ 50 ]        |
| 1697       | Cotton Mather                | Este ministro puritano previu que o mundo acabaria neste ano. Após a previsão falhar, ele corrigiu a data duas outras vezes.                                                                              | [ 30 ]        |
| 1700       | John Napier                  | Após sua previsão de 1688 falhar, Napier corrigiu sua previsão para este ano. | [ 46 ]        |
| 1700       | Henry Archer                 | Em sua obra de 1642, O Reino Pessoal de Cristo sobre a Terra, Archer previu que a segunda vinda de Jesus ocorreria aproximadamente neste ano.                                                             | [ 51 ]        |

### Século XVIII
| Data (EC)       | Defensor(es)                                                   | Descrição | Ref.          |
| --------------- | -------------------------------------------------------------- | --- | ------------- |
| 1705–1706, 1708 | Camisards                                                      | Profetas Camisards previram que o fim do mundo aconteceria em 1705, 1706 ou 1708. | [ 47 ]        |
| 1716            | Cotton Mather                                                  | Previsão corrigida após sua previsão de 1697 falhar. | [ 30 ]        |
| 1719 Abr 5      | Jacob Bernoulli                                                | Este matemático previu que um cometa destruiria a Terra neste dia. | [ 37 ]        |
| 1700–1734       | Nicolau de Cusa                                                | Este cardeal previu que o fim ocorreria entre 1700 e 1734. | [ 52 ]        |
| 1736 Out 16     | William Whiston                                                | Whiston previu um cometa colidindo com a Terra neste ano. | [ 53 ]        |
| 1736            | Cotton Mather                                                  | A terceira e última previsão de Mather para o fim do mundo. | [ 30 ]        |
| 1757            | Emanuel Swedenborg                                             | Swedenborg alegou que o Juízo Final ocorreu no mundo espiritual neste dia. | [ 54 ] [ 55 ] |
| 1780 Mai 19     | Assembleia Geral de Connecticut, habitantes da Nova Inglaterra | O céu ter escurecido durante o dia foi interpretado como um sinal do fim dos tempos. Acredita-se que a causa primária do evento tenha sido uma combinação de incêndios florestais, uma neblina densa e uma cobertura de nuvens. | [ 56 ]        |
| 1789            | Pierre d'Ailly                                                 | O ano 1789 traria a vinda do Anticristo de acordo com este cardeal do século XIV. | [ 57 ]        |
| 1792, 1794      | Shakers                                                        | Previram que o mundo acabaria nos anos 1792 ou 1794. | [ 30 ]        |
| 1795 Nov 19     | Nathaniel Brassey Halhed                                       | Enquanto protestava pela libertação de Richard Brothers, Halhead proclamou que o mundo acabaria neste dia. | [ 58 ]        |
| 1793–1795       | Richard Brothers                                               | Este marinheiro aposentado afirmou que o Milênio começaria entre 1793 e 1795. No fim da vida, foi levado a um manicômio. | [ 52 ]        |

### Século XIX
| Data (EC)           | Defensor(es)           | Descrição | Ref.          |
| ------------------- | ---------------------- | --- | ------------- |
| 1805                | Christopher Love       | Este ministro presbiteriano previu a destruição do mundo por um terremoto em 1805, seguido de uma era de paz eterna em que Deus seria conhecido por todos. | [ 59 ]        |
| 1806                | Mary Bateman           | Em Leeds, Inglaterra, em 1806, uma galinha começou a botar ovos com a frase "Cristo está vindo" escrita. Posteriormente, foi descoberto que se tratava de uma farsa. A dona da galinha, Mary Bateman, tinha escrito nos ovos com uma tinta corrosiva para causticá-los e então reinseriu os ovos no oviduto da galinha. | [ 60 ] [ 61 ] |
| 1814 Out 19         | Joanna Southcott       | Esta profetisa autoproclamada de 64 anos de idade afirmou que estava grávida com Cristo em seu ventre; e que ele nasceria em 19 de outubro de 1814. Ela morreu no final daquele ano sem ter dado a luz a uma criança; e uma autópsia provou que ela não estava grávida.                                                 | [ 62 ]        |
| 1836                | Johann Albrecht Bengel | Na década de 1730, ele proclamou que, com base num estudo cuidadoso das profecias bíblicas, o Dia do Julgamento aconteceria em 1836, o Papa seria o Anticristo e os maçons representariam o "falso profeta" do Apocalipse.                                                                                              | [ 63 ]        |
| 1836                | John Wesley            | Wesley, fundador da Igreja Metodista, previu que o Milênio começaria neste ano. Ele escreveu que Apocalipse 12:14 se referia aos anos de 1058 a 1836, "quando Cristo viria". | [ 60 ] [ 64 ] |
| 1843 Abr 28, Dec 31 | Milleritas             | Apesar disto não ser oficialmente defendido pelos seus líderes, vários milleritas esperavam a Segunda Vinda no dia 28 de abril ou ao fim de 1843. | [ 65 ]        |
| 1843                | Harriet Livermore      | O primeiro ano em que este pregador afirmou que o mundo acabaria. | [ 66 ]        |
| 1844 Mar 21         | William Miller         | Miller previu que Cristo retornaria neste dia. | [ 67 ]        |
| 1844 Out 22         | Milleritas             | Após Cristo não retornar em 21 de março de 1844, os milleritas corrigiram a previsão de Miller para o dia 22 de outubro, afirmando terem calculado errado a escritura. O fracasso desta previsão resultou no Grande Desapontamento.                                                                                     | [ 67 ] [ 68 ] |
| 1847 Ago 7          | George Rapp            | Rapp, fundador da Harmony Society, pregou que Jesus voltaria em seu tempo de vida, mesmo nos seus últimos momentos em 7 de agosto de 1847. | [ 69 ]        |
| 1847                | Harriet Livermore      | A segunda previsão de fim do mundo deste pregador. | [ 66 ]        |
| 1853–1856           | Diversos               | Muitos pensavam que a Guerra da Crimeia era uma batalha do Armagedom. | [ 70 ]        |
| 1862                | John Cumming           | Este clérigo escocês afirmou que em 1862 havia passado 6000 anos desde a Criação e que o mundo acabaria. | [ 71 ]        |
| 1862                | Joseph Morris          | Morris, que havia-se convertido ao mormonismo, teve revelações para juntar seus seguidores e esperar pela Segunda Vinda por sucessivos dias profetizados. | [ 72 ]        |
| 1863                | John Wroe              | O fundador da Igreja Israelita Cristã calculou que o Milênio começaria neste ano. | [ 62 ]        |
| 1873                | Jonas Wendell          | Em 1870, Wendell publicou suas visões no livro intitulado A Presente Verdade, ou Carne na Época Devida, concluindo que o Segundo Advento ocorreria certamente em 1873. | [ 73 ]        |
| 1874                | Charles Taze Russell   | Previu o retorno de Jesus para 1874; e após esta data, reinterpretou a previsão e disse que Jesus tinha de fato voltado numa forma invisível. | [ 74 ] [ 75 ] |
| 1881                | Madre Shipton (atrib.) | Esta profetisa do século XV foi citada como tendo dito "O mundo a um fim chegará em mil oitocentos e oitenta e um" num livro publicado em 1862. Em 1873, descobriu-se que se tratava de uma farsa; no entanto, algumas pessoas continuaram acreditando nesta previsão.                                                  | [ 76 ]        |
| 1890                | Wovoka                 | O fundador do movimento da Dança dos Fantasmas previu em 1889 que o Milênio começaria em 1890. | [ 77 ]        |

### Século XX1901-1950
| Data (EC)   | Defensor(es)                       | Descrição | Ref.          |
| ----------- | ---------------------------------- | --- | ------------- |
| 1901        | Igreja Católica Apostólica de 1831 | Esta igreja, fundada em 1831, afirmou que Jesus retornaria quando o último de seus doze membros fundadores morresse. O último membro morreu em 1901. | [ 78 ]        |
| 1910        | Camille Flammarion                 | Flammarion previu que a aparição do Cometa Halley em 1910 "impregnaria a atmosfera e possivelmente acabaria com toda a vida no planeta", mas não o planeta em si. "Pílulas de cometa" foram vendidas para proteção contra gases tóxicos. | [ 68 ] [ 79 ] |
| 1892–1911   | Charles Piazzi Smyth               | Este piramidologista concluiu de sua pesquisa nas dimensões da Grande Pirâmide que a Segunda Vinda ocorreria em algum ponto entre os anos de 1892 e 1911. | [ 80 ]        |
| 1914 Out    | Charles Taze Russell               | "...a batalha do grande dia de Deus Todo-Poderoso... A data do fechamento desta "batalha" é definitivamente marcada na Escritura como outubro de 1914. Já está em progresso, tendo iniciado em outubro de 1874." | [ 81 ]        |
| 1915        | John Chilembwe                     | Este educador batista e líder de uma rebelião no protetorado britânico de Niassalândia previu que o Milênio começaria neste ano. | [ 77 ]        |
| 1917/1918   | Assembleia de Deus                 | "Vemos a palavra 'Armagedom' como manchete de jornais de em Apocalipse 16:14-16, depois de falar da 'grande guerra' como uma em que o mundo inteiro está implicado, e os 'reis da terra'. 'Eis que venho como um ladrão!' É Cristo quem está falando, e Ele coloca este anúncio de Sua vinda como um parêntese entre o início desta grande guerra e seu fim. De modo que ainda não estamos na luta do Armagedom propriamente dita, mas em seu começo, e pode ser, se os estudantes de profecia lerem os sinais corretamente, que Cristo virá antes que a guerra atual termine..." (The weekly evangel 10 april 1917) | [ 82 ]        |
| 1925 Fev 13 | Margaret Rowen                     | De acordo com esta adventista do sétimo dia, o anjo Gabriel teria aparecido perante ela numa visão e a dito que o mundo acabaria à meia-noite desta data. | [ 83 ]        |
| 1875 - 1925 | Wilford Woodruff                   | Apóstolo da Igreja de Jesus Cristo dos Santos dos Últimos Dias, afirmou: "[...] o Senhor não revelou ao homem o dia ou a hora, mas revelou a geração [...] É minha fé que centenas e milhares das crianças que nos foram dadas estarão vivas na carne quando Cristo vier e as nuvens do céu em poder e grande glória." A expectativa de vida média para americanos em 1875 era de 50 anos. | [ 84 ]        |
| 1926        | Spencer Perceval                   | Filho do ex-primeiro-ministro do Reino Unido e um dos doze apóstolos da Igreja Católica Apostólica, acreditava que o mundo estava cada vez mais próximo do Apocalipse devido ao que ele via como imoralidade desenfreada na Europa. | [ 85 ]        |
| 1935 Set    | Wilbur Glenn Voliva                | Este evangelista, defensor da Terra plana, anunciou que o mundo "explodiria e desapareceria" em setembro de 1935. | [ 86 ]        |
| 1936        | Herbert W. Armstrong               | O fundador da Igreja Mundial de Deus disse aos membros de sua igreja que o Arrebatamento ocorreria em 1936 e apenas eles seriam salvos. Após o fracasso da profecia, ele mudou a data outras três vezes. | [ 87 ]        |
| 1943        | Herbert W. Armstrong               | A primeira das três datas corrigidas de Armstrong após o fracasso de sua previsão para 1936. | [ 87 ]        |
| 1947        | John Ballou Newbrough              | O autor de Ohaspe: A Nova Bíblia previu a destruição de todas as nações e o começo de uma anarquia pós-apocalíptica para este ano. | [ 76 ]        |

#### 1951-2000
| 1954 Dec 21           | Dorothy Martin                          | O mundo seria destruído por uma terrível inundação nesta data, de acordo com a líder de um culto OVNI chamado "Irmandade dos Sete Raios". O fim do grupo após o fracasso da previsão foi a base para o livro de 1956 When Prophecy Fails. | [ 88 ]          |
| 1959 Abr 22           | Florence Houteff                        | A 2ª Profeta do Ramo Davidiano previu que o apocalipse profetizado no Livro do Apocalipse ocorreria nesta data. O fracasso da previsão levou à ramificação da seita em várias subseitas, a mais famosa sendo liderada por Benjamin e Lois Roden. | [ 89 ]          |
| 1962 Fev 4            | Jeane Dixon; vários astrólogos indianos | Dixon previu que um alinhamento planetário neste dia traria destruição ao mundo. Orações em massa ocorreram na Índia. | [ 90 ] [ 91 ]   |
| 1967 Ago 20           | George Van Tassel                       | Este dia marcaria o começo do terceiro mal do Apocalipse, em que o Sudeste dos EUA seria destruído por um ataque nuclear soviético, de acordo com este profeta OVNI, que afirmou ter entrado em contato com o alienígena Ashtar Sheran. | [ 92 ]          |
| 1967                  | Jim Jones                               | O fundador do Templo do Povo afirmou que teve visões de um holocausto nuclear que ocorreria em 1967. | [ 93 ]          |
| 1969 Ago 9            | George Williams                         | O fundador da Igreja do Primogênito previu que a Segunda Vinda ocorreria neste dia. | [ 94 ]          |
| 1969                  | Charles Manson                          | Manson previu que uma guerra racial apocalíptica ocorreria em 1969. | [ 95 ]          |
| 1972                  | Herbert W. Armstrong                    | A segunda das três datas corrigidas de Armstrong após suas previsões para 1936 e 1943 fracassarem. | [ 87 ]          |
| 1974 Jan              | David Berg                              | Berg, o líder do movimento Meninos de Deus, previu que haveria um apocalipse colossal proclamado pelo Cometa Kohoutek. | [ 96 ]          |
| 1975                  | Herbert W. Armstrong                    | A quarta e última previsão de Armstrong. | [ 87 ]          |
| 1975                  | Testemunhas de Jeová                    | A partir de 1966, as Testemunhas de Jeová começaram a publicar artigos afirmando que o outono de 1975 completaria 6000 anos desde a criação do homem e sugerindo que o Armagedom ocorreria, de forma não dogmatica | [ 97 ]          |
| 1976                  | Brahma Kumaris                          | O fundador da Brahma Kumari, Lekhraj Kirpalani, fez várias previsões de um Armagedom global inspirado por crenças religiosas, chamado de "Destruição". Durante a Destruição, segundo os líderes da Brahma Kumari, o mundo seria purificado e todo o resto da humanidade morreria em guerras nucleares e civis e que desastres naturais acabariam por submerger toda a terra firme do mundo, com a exceção da Índia.       | [ 98 ]          |
| 1977                  | John Wroe                               | O fundador da Igreja Cristã Israelita previu o Armagedom para este ano. | [ 76 ]          |
| 1977                  | William M. Branham                      | Este ministro cristão previu que o Arrebatamento ocorreria no máximo até 1977. | [ 99 ]          |
| 1980                  | Leland Jensen                           | Em 1978, Jensen previu que haveria um desastre nuclear em 1980, seguido de duas décadas de conflito, culminando com o estabelecimento do Reino de Deus na Terra. | [ 100 ]         |
| 1981                  | Chuck Smith                             | O fundador da Capela Calvary previu que a geração de 1948 seria a última geração e que o mundo acabaria em 1981. Smith reconhecia que ele "poderia estar errado" mas continuava a dizer a mesma frase: "minha previsão é uma convicção profunda no meu coração e todos os meus planos estão firmados sobre esta crença".                                                                                                  | [ 101 ] [ 102 ] |
| 1982 Mar 10           | John Gribbin, Stephen Plagemann         | Previram em seu livro de 1974, The Jupiter Effect, que forças gravitacionais combinadas com planetas alinhados causariam diversas catástrofes, incluindo um enorme terremoto na falha de Santo André. | [ 103 ] [ 79 ]  |
| 1982 Jun 21           | Benjamin Creme                          | Num anúncio do jornal Los Angeles Times, Creme afirmou que a Segunda Vinda ocorreria em 21 de junho de 1982, com o Maitreya o anunciando na televisão mundial. | [ 104 ]         |
| 1982 Abr–Jun          | Tara Centers                            | Anúncios que cobriam páginas inteiras em vários jornais entre 24 e 25 de abril de 1982 afirmavam "Cristo Está Aqui Agora!" e que ele seria conhecido "dentro dos próximos dois meses". | [ 105 ]         |
| 1982                  | Pat Robertson                           | No final de 1976, em seu programa The 700 Club, Robertson previu que o mundo acabaria neste ano. | [ 106 ]         |
| 1985                  | Lester Sumrall                          | Este ministro previu o fim para este ano e até escreveu um livro sobre ele, intitulado Eu Prevejo 1985. | [ 107 ]         |
| 1986 Abr 29           | Leland Jensen                           | Jensen previu que o Cometa Halley seria puxado em direção à órbita terrestre em 29 de abril de 1986, causando grande destruição. | [ 108 ]         |
| 1987 Ago 17           | José Argüelles                          | Argüelles afirmou que o Armagedom ocorreria nesta data, a menos que 144.000 pessoas se reunissem em certos lugares do mundo para ressonar em harmonia neste dia. | [ 109 ]         |
| 1988 Set 11-13, Out 3 | Edgar C. Whisenant                      | Whisenant previu em seu livro 88 Razões Pelas Quais o Arrebatamento Pode Ocorrer em 1988 que o Arrebatamento da Igreja Cristã ocorreria entre 11 e 13 de setembro de 1988. Após estas previsões fracassarem, Whisenant corrigiu sua data para 3 de outubro. | [ 110 ]         |
| 1989 Set 30           | Edgar C. Whisenant                      | Após suas previsões de 1988 falharem, Whisenant corrigiu sua previsão para este dia. | [ 110 ]         |
| 1990 Abr 23-Mai 5     | Elizabeth Clare Prophet                 | Esta profetisa previu que uma guerra nuclear começaria neste dia, com o mundo acabando doze dias depois, levando seus seguidores a abastecer um abrigo com mantimentos e armas. Após o fracasso da previsão, Elizabeth foi diagnosticada com epilepsia e mal de Alzheimer. | [ 111 ] [ 112 ] |
| 1991 Set 9            | Menachem Mendel Schneerson              | O rebe da dinastia hassídica de Chabad disse que o Messias viria após o início do ano novo judaico. | [ 113 ]         |
| 1991                  | Louis Farrakhan                         | O líder da Nation of Islam declarou que a Guerra do Golfo seria a "Guerra do Armagedom, a guerra final". | [ 114 ]         |
| 1992 Set 28           | Rollen Stewart                          | Este cristão regenerado previu que o Arrebatamento ocorreia neste dia. | [ 115 ]         |
| 1992 Out 28           | Lee Jang Rim (이장림 ou 李長林)         | Lee, líder da igreja da Missão Dami, previu que o Arrebatamento ocorreria neste dia. | [ 116 ]         |
| 1993                  | David Berg                              | Berg previu que a Grande Tribulação começaria em 1989 e a Segunda Vinda ocorreria em 1993. | [ 117 ]         |
| 1994 Mai 2            | Neal Chase                              | Esta líder de uma seita da Fé Bahá'í previu que a cidade de Nova Iorque seria destruída por uma bomba nuclear no dia 23 de março de 1994 e a Batalha do Armagedom ocorreria 40 dias depois. | [ 118 ]         |
| 1994 Set 6/29, Out 2  | Harold Camping                          | Camping previu que o Arrebatamento ocorreria em 6 de setembro de 1994. Quando esta previsão fracassou, ele corrigiu a data para 29 de setembro; e depois para 2 de outubro. | [ 119 ] [ 120 ] |
| 1995 Mar 31           | Harold Camping                          | A quarta data prevista por Camping para o fim. Esta foi sua última previsão para o século XX. | [ 119 ]         |
| 1996 Dec 17           | Sheldan Nidle                           | O sensitivo californiano Sheldan Nidle previu que o mundo acabaria nesta data com a chegada de 16 milhões de naves especiais tripuladas por anjos. | [ 121 ]         |
| 1997 Mar 26           | Marshall Applewhite                     | Applewhite, líder do culto Heaven's Gate, afirmou que uma nave espacial estava guiando o cometa Hale-Bopp e afirmou que o suicídio era "a única maneira de evacuar desta Terra" para que os membros do culto pudessem subir a bordo da suposta nave e levados para um "nível de existência acima do que é humano". Applewhite e seus 38 seguidores cometeram suicídio em massa.                                           | [ 122 ]         |
| 1997 Ago 10           | Agai                                    | Este bispo de Edessa, do século I, previu para esta data o nascimento do Anticristo e o fim do universo. | [ 123 ]         |
| 1997 Out 23           | James Ussher                            | Este arcebispo irlandês do século XVII afirmou que esta seria a data do fim do mundo por, supostamente, ocorrer 6000 anos após a criação. | [ 124 ]         |
| 1998 Mar 31           | Chen Tao (陳恆明)                       | Hon-Ming Chen, líder do culto cristão taiwanês Chen Tao (A Igreja da Salvação de Deus) – "O Verdadeiro Caminho" – afirmou que Deus viria à Terra num disco voador às 10h nesta data. Além disto, Deus teria a mesma aparência física de Chen. O culto de Chen era sediado em Garland, Texas, cujo nome, segundo Chen, lembrava "God's Land". Em 25 de março, Deus apareceria no canal 18 de todos os televisores dos EUA. | [ 125 ]         |
| 1999 Jul              | Nostradamus                             | Uma quadra por Nostradamus que afirmava que o "Rei do Terror" viria do céu em "1999 e sete meses" foi interpretada como uma previsão para o fim do mundo em julho de 1999. | [ 126 ]         |
| 1999 Ago 18           | Jeron Criswell King                     | A data prevista para o fim do mundo de acordo com este sensitivo conhecido por suas previsões. | [ 127 ]         |
| 1999 Set 11           | Philip Berg                             | Berg, reitor do Kabbalah Centre global, afirmou que nesta data "uma bola de fogo desceria, destruindo quase toda a humanidade, toda a vegetação, todas as formas de vida." | [ 128 ]         |
| 1999                  | Charles Berlitz                         | Este linguista previu que o fim ocorreria neste ano. Ele não previu como aconteceria, afirmando que poderia envolver devastação nuclear, impacto de asteroides, inversão de polos e outras mudanças na Terra. | [ 129 ]         |
| 1999                  | Hon-Ming Chen                           | O líder do culto Chen Tao pregou que um holocausto nuclear destruiria a Europa e a Ásia em 1999. | [ 130 ]         |
| 1999                  | James Gordon Lindsay                    | Este pregador previu que a Grande Tribulação começaria antes do ano 2000. | [ 131 ]         |
| 1999                  | Timothy Dwight IV                       | Este presidente da Universidade de Yale previu que o Milênio começaria em 2000. | [ 132 ]         |
| 1999                  | Nazim Al-Haqqani                        | Previu que o Juízo Final ocorreria antes de 2000. | [ 133 ]         |
| 2000 Jan 1            | Diversos                                | Antes e durante 1999, havia diversas previsões sobre um bug Y2K (Bug do Milênio) que iria congelar diversos computadores à meia-noite do dia 1 de janeiro de 2000 e causar problemas técnicos, levando a catástrofes globais que colocariam a sociedade em risco. | [ 79 ]          |
| 2000 Jan 1            | Credonia Mwerinde, Joseph Kibweteere    | Cerca de 778 seguidores deste movimento religioso de Uganda pereceram num incêndio devastador e séries de envenenamentos que eram ou um suicídio em massa ou um assassinato em massa orquestrado por líderes após os fracassos de suas previsões. | [ 134 ] [ 135 ] |
| 2000 Jan 1            | Jerry Falwell                           | Falwell previu que Deus faria seu julgamento sobre o mundo neste dia. | [ 136 ]         |
| 2000 Jan 1            | Tim LaHaye, Jerry B. Jenkins            | Estes autores cristãos afirmaram que o Bug do Milênio causaria caos econômico global e que o Anticristo ascenderia ao poder. À medida que a data foi se aproximando, no entanto, revogaram esta previsão. | [ 137 ]         |
| 2000 Abr 6            | James Harmston                          | O líder da Verdadeira e Viva Igreja de Jesus Cristo dos Santos dos Últimos Dias previu que a Segunda Vinda de Cristo ocorreria neste dia. | [ 138 ]         |
| 2000 Mai 5            | Nuwaubian Nation                        | Este movimento afirmou que um alinhamento planetário causaria um "holocausto estelar", puxando planetas em direção ao Sol neste dia. | [ 139 ]         |
| 2000                  | Peter Olivi                             | Este teólogo do século XIII escreveu que o Anticristo chegaria ao poder entre os anos de 1300 e 1340; e que o último julgamento ocorreria em torno do ano 2000. | [ 140 ]         |
| 2000                  | Isaac Newton                            | Newton previu que o Milênio de Cristo começaria no ano 2000 em seu livro Observações sobre as Profecias de Daniel e o Apocalipse de São João. | [ 141 ]         |
| 2000                  | Ruth Montgomery                         | Este sensitivo cristão autoproclamado previu que o eixo da Terra mudaria e o Anticristo se revelaria neste ano. | [ 142 ]         |
| 2000                  | Edgar Cayce                             | Este sensitivo previu a Segunda Vinda para este ano. | [ 143 ]         |
| 2000                  | Sun Myung Moon                          | O fundador da Igreja da Unificação previu que o Reino do Céus seria estabelecido neste ano. | [ 144 ]         |
| 2000                  | Ed Dobson                               | Este pastor previu que o fim ocorreria em seu livro O Fim: Por Que Jesus Pode Voltar em 2000 A.D.. | [ 145 ]         |
| 2000                  | Lester Sumrall                          | Este ministro previu o fim em seu livro Eu Prevejo 2000. | [ 146 ]         |
| 2000                  | Jonathan Edwards                        | Este pregador do século XVIII previu que o reino de mil anos de Cristo começaria neste ano. | [ 147 ]         |

### Século XXI
| Data (EC)           | Defensor(es)                      | Descrição | Ref.            |
| ------------------- | --------------------------------- | --- | --------------- |
| 2001                | Tynnetta Muhammad                 | Esta colunista da Nation of Islam previu que o fim do mundo ocorreria neste ano. | [ 148 ]         |
| 2003 Mai 27         | Nancy Lieder                      | Lieder previu originalmente a data para a colisão com Nibiru para maio de 2003. De acordo com seu site, alienígenas do sistema estelar Zeta Reticuli contaram-na através de mensagens por um implante cerebral de um planeta que entraria em nosso Sistema Solar e causaria a inversão dos polos na Terra, o que destruiria a humanidade. | [ 149 ]         |
| 2003 Nov 29         | Aum Shinrikyo                     | Este culto japonês previu que o mundo seria destruído por uma guerra nuclear entre 20 de outubro e 29 de novembro de 2003. | [ 150 ]         |
| 2006 Set 12         | House of Yahweh                   | Yisrayl Hawkins, pastor e supervisor da Casa de Yahweh, previu em seu boletim de notícias de fevereiro de 2006 que uma guerra nuclear começaria em 12 de setembro daquele ano. | [ 151 ]         |
| 2007 Abr 29         | Pat Robertson                     | Em seu livro de 1990, O Novo Milênio, Robertson sugere que esta data é o dia da destruição da Terra. | [ 152 ]         |
| 2010                | Ordem Hermética da Aurora Dourada | Esta ordem previu que o mundo acabaria neste ano. | [ 153 ]         |
| 2011 Mai 21         | Harold Camping                    | Camping previu que o Arrebatamento e terremotos devastadores ocorreriam em 21 de maio de 2011 e que Deus levaria cerca de 3% da população do mundo para o céu e que o fim do mundo ocorreria cinco meses depois em 21 de outubro. | [ 154 ]         |
| 2011 Set 29         | Ronald Weinland                   | Ronald Weinland afirmou que Jesus Cristo retornaria neste dia. Ele profetizou explosões nucleares nas cidades portuárias americanas a partir de julho de 2008 como o soar da Segunda Trombeta do Apocalipse. Após sua profecia fracassar, ele mudou a data do retorno de Cristo para 27 de maio de 2012. | [ 155 ]         |
| 2011 Out 21         | Harold Camping                    | Após sua previsão original fracassar, Camping corrigiu sua previsão e disse que um "Juízo Espiritual" ocorreu em 21 de maio e que tanto o Arrebatamento físico como o fim do mundo ocorreriam em 21 de outubro de 2011. | [ 154 ]         |
| 2011 Ago–Out        | Diversos                          | Houve pânico entre o público de que o Cometa Elenin, viajando quase diretamente entre a Terra e o Sol, causaria agitações na crosta terrestre, levando a tsunamis e terremotos massivos. Outros previram que Elenin colidiria com a Terra em 16 de outubro. Cientistas afirmaram que nenhum destes eventos era possível. | [ 156 ]         |
| 2012 Mai 27         | Ronald Weinland                   | Ronald Weinland afirmou que Jesus Cristo retornaria e que o mundo acabaria neste dia. | [ 157 ]         |
| 2012 Jun 30         | José Luis de Jesús                | José Luis de Jesús previu que os governos e economias do mundo entrariam em colapso neste dia e que seus seguidores passariam uma transformação que lhes permitiria voar e atravessar paredes. | [ 158 ]         |
| 2012 Dec 21         | Diversos                          | O fenômeno 2012 dizia que o mundo acabaria no 13º b'ak'tun do calendário maia. O mundo seria destruído por um asteroide, por Nibiru ou outro objeto interplanetário, uma invasão alienígena ou uma supernova. Especialistas na história maia afirmaram que nenhum códice maia conhecido previa o fim dos tempos e que a ideia de que o calendário terminava em 2012 era uma representação errônea da cultura e história da civilização maia. Cientistas da NASA afirmaram que nenhum dos eventos astronômicos anunciados era possível. | [ 159 ] [ 160 ] |
| 2013 Ago 23         | Grigori Rasputin                  | Rasputin profetizou uma tempestade que ocorreria neste dia em que o fogo destruiria a maior parte da vida na Terra e que Jesus Cristo retornaria à Terra para confortar os angustiados. | [ 161 ]         |
| 2014 Abr – 2015 Set | John Hagee e Mark Biltz           | A chamada Profecia da Lua de Sangue, anunciada pela primeira vez por Mark Blitz em 2008 e depois por John Hagee em 2014. Estes ministros cristãos afirmaram que a tétrade em 2014 e 2015 poderia representar profecias bíblicas relacionadas à Segunda Vinda de Cristo. | [ 162 ]         |
| 2016 Jul 29         | End Time Prophecies (canal)       | Um vídeo viral do canal do YouTube "End Time Prophecies" afirmou que o mundo acabaria e a Terra passaria por uma "inversão polar", o que aparentemente faria a atmosfera ser puxada para o chão à medida que a superfície titubearia como um vácuo, fazendo uma "nuvem rolante" cobrir o planeta. Também afirmaram que um "megaterremoto" seguiria. | [ 163 ]         |
| 2017 Mai 13         | Horacio Villegas                  | Villegas afirmou que o mundo seria destruído numa guerra nuclear em 13 de maio de 2017 devido às tensões cada vez maiores na Península da Coreia. Ele também disse que esta data coincidia com o centenário da visita de Nossa Senhora de Fátima. | [ 164 ] [ 165 ] |
| 2019                | Geraldo Lemos                     | O médium espírita Geraldo Lemos afirmou que teria ouvido de Chico Xavier uma previsão, com base em conversas de Chico com Jesus e em estudos da obra de Allan Kardec, de que 2019 seria a "data limite" para uma transição da Terra de um "planeta de provas e expiações" para um "planeta de regeneração". A humanidade, teria afirmado Chico, sofreria ou um destino maligno ou um destino benigno, com base na ocorrência ou não de uma Terceira Guerra Mundial até este ano.                                                       | [ 166 ]         |

## Datas futuras

### Século XXI
| Data (EC)          | Defensor(es)                     | Descrição | Ref.    |
| ------------------ | -------------------------------- | --- | ------- |
| 2020 / 2020 - 2037 | Jeane Dixon                      | Jeane Dixon afirmou que o Armagedom aconteceria em 2020; e Jesus retornará entre 2020 e 2037 para derrotar a trindade maligna, composta pelo Anticristo, Satã e o Falso Profeta. Ela também previu que o mundo acabaria em 4 de fevereiro de 1962. | [ 167 ] |
| 2021 / 2018 - 2028 | F. Kenton Beshore                | F. Kenton Beshore tem como base para sua previsão a sugestão anterior de que Jesus retornaria em 1988, dentro de uma geração bíblica (40 anos) após a fundação de Israel em 1948. Beshore afirma que a previsão estava correta, mas a definição de uma geração bíblica estava errada e que era na verdade entre 70 e 80 anos, colocando a Segunda Vinda de Jesus entre 2018 e 2028 e o Arrebatamento no máximo até 2021. | [ 168 ] |
| 2026               | Messiah Foundation International | Membros da fundação preveem que o mundo acabará em 2026, quando um asteroide colidir com a Terra, de acordo com previsões de Riaz Ahmed Gohar Shahi em A Religião de Deus. Mas as chances são de apenas 1 em 300.000. | [ 169 ] |
| 2060               | Isaac Newton                     | De acordo com os estudos bíblicos de Isaac Newton, Jesus arrebatará sua Igreja em um jubileu após Israel retomar Jerusalém. | [ 170 ] |

### Séculos XXII a CXII
| Data (EC) | Defensor(es)               | Descrição | Ref.    |
| --------- | -------------------------- | --- | ------- |
| 2129      | Said Nursî                 | De acordo com sua interpretação de um hádice, este teólogo islâmico sunita, que escreveu a coleção Risale-i Nur, afirma que o fim é esperado para 2129. | [ 171 ] |
| 2239      | Talmude, Judaísmo ortodoxo | De acordo com uma opinião sobre o Talmude nas principais vertentes do judaísmo ortodoxo, o Messias virá 6000 anos após a criação de Adão (em 3761 a.C.) e o mundo será possivelmente destruído 1000 anos depois. Isto colocaria o começo do período de desolação no ano 2239; e o fim deste período no ano 3239. | [ 172 ] |
| 2280      | Rashad Khalifa             | De acordo com os estudos do Alcorão de Rashad Khalifa, o mundo acabará neste ano. | [ 173 ] |
| 3797      | Nostradamus                | A suposta profecia final de Nostradamus coloca o fim definitivo do mundo em 3797. | [ 174 ] |
| 11120     | John A. Leslie             | De acordo com as imagens de Leslie para o argumento do fim do mundo, os últimos humanos nascerão nos próximos 9096 anos. | [ 175 ] |

## Previsões científicas do futuro distante
Diversos cientistas e grupos científicos de várias partes do mundo já teorizaram datas estimadas para possíveis eventos naturais com grande potência de ameaçar a vida ou existência na Terra como um todo, com a data mais próxima sendo daqui a cerca de 500 mil anos.
| Anos a partir de agora | Defensor(es)                       | Descrição | Ref.                    |
| ---------------------- | ---------------------------------- | --- | ----------------------- |
| c. 500.000             | Nick Bostrom                       | A Terra será provavelmente atingida por um asteroide de 1 km de diâmetro durante este período, partindo do pressuposto que tal impacto não pode ser evitado. Bostrom escreve que "Para causar a extinção da vida humana, o corpo teria que ter mais que 1 km de diâmetro (e provavelmente 1–10 km)". | [ 176 ]                 |
| c. 1 milhão            | Sociedade Geológica de Londres     | A Terra sofrerá, provavelmente, uma erupção supervulcânica forte o suficiente para ejetar 3.200 km3 de magma, evento comparável à supererupção do Toba de 75 mil anos atrás. | [ 177 ]                 |
| c. 100 milhões         | Stephen A. Nelson                  | A Terra será provavelmente atingida por um asteroide de um diâmetro de 10–15 km (tamanho comparável ao que causou a Extinção do Cretáceo-Paleogeno, que extinguiu os dinossauros há c. 66 milhões de anos), partindo do pressuposto que tal evento não pode ser evitado. | [ 178 ]                 |
| c. 500 milhões         | James Kasting                      | O nível de dióxido de carbono na atmosfera cairá drasticamente, tornando a Terra inabitável. | [ 179 ]                 |
| c. 500–600 milhões     | Anne Minard                        | Tempo estimado até que ocorra uma erupção de raios gama ou uma supernova massiva e hiperenergética a menos de 6500 anos-luz da Terra, o que é perto o suficiente para seus raios afetarem a camada de ozônio e causarem uma potencial extinção em massa. Esta previsão parte do pressuposto de que uma explosão anterior similar a esta causou a extinção do Ordoviciano-Siluriano. No entanto, a supernova teria que estar orientada precisamente em relação à Terra para ter qualquer efeito negativo. | [ 180 ]                 |
| c. 1–5 bilhões         | Diversos                           | O fim estimado da atual fase de desenvolvimento do Sol, depois da qual ele se expandirá até se transformar numa gigante vermelha, engolindo ou pulverizando a Terra no processo, ocorrerá por torno de cinco bilhões de anos no futuro. No entanto, à medida que o Sol for ficando mais quente (através de milhões de anos), as temperaturas na Terra também aumentarão, o que poderá ameaçar a vida no planeta dentro de um bilhão de anos.                                                             | [ 179 ] [ 181 ] [ 182 ] |
| c. 1,3 bilhões         | S. Franck, C. Bounama, W. Von Bloh | É estimado que toda a vida eucariótica morrerá por falta de dióxido de carbono e apenas procariontes sobreviverão. | [ 183 ]                 |
| c. 7,59 bilhões        | David Powell                       | Prevê-se que a Terra e a Lua serão destruídas pela expansão do Sol, pouco antes deste atingir o ápice de sua fase de gigante vermelha e um raio máximo 256 vezes o valor atual. Antes da colisão final, a Lua poderá cair em espiral abaixo do limite de Roche da Terra, quebrando-se em um anel de detritos, a maioria dos quais cairá sobre o que restar da Terra. | [ 184 ]                 |
| c. 22 bilhões          | Diversos                           | O fim do universo no cenário do Big Rip, presumindo um modelo de energia escura com w = −1,5. Observações de velocidades de aglomerados de galáxias pelo observatório de raios-X Chandra sugerem que o valor real de w é ~ -0,991, o que significa que o Big Rip não irá ocorrer. | [ 185 ]                 |
| c. 10 duotringitilhões | Diversos                           | A morte térmica do universo é uma teoria científica que prevê uma diminuição do universo a um estado onde não há energia livre termodinâmica, o que o tornaria incapaz de sustentar movimento e vida. | [ 186 ]                 |